# Liste des ouvrages hydrauliques du GAP
Cet article récapitule les caractéristiques des ouvrages hydrauliques construits ou prévus dans le projet d'Anatolie du Sud-est (GAP : Güneydoğu Anadolu Projesi en turc) du gouvernement de Turquie. L'état d'avancement est connu approximativement jusqu'en 2004.

Abréviations utilisées :
- Op: opérationnel
- Co: en construction
- Pl: planifié

## Bassin de l'Euphrate
| Projet                                                                                      | Surface irriguée prévue hectares | Capacité MW    | Production GWh/an | Province             | état ou année de mise en service |
| ------------------------------------------------------------------------------------------- | -------------------------------- | -------------- | ----------------- | -------------------- | -------------------------------- |
| 1. Barrage de Karakaya                                                                      | -                                | 1 800          | 7 354             | Diyarbakır/Şanlıurfa | 1987                             |
| 2. Projet du bas-Euphrate                                                                   | 702 613                          | 2 450          | 9 024             |                      |                                  |
| Barrage Atatürk                                                                             | -                                | 2 400          | 8 900             | Adıyaman/Şanlıurfa   | 1992                             |
| Usine hydroélectrique de Şanlıurfa                                                          | -                                | 50             | 124               | Şanlıurfa            | Co                               |
| Tunnels de Şanlıurfa et irrigation                                                          | 470 135                          | -              | -                 | Şanlıurfa            |                                  |
| - Irrig. Şanlıurfa Harran                                                                   | 152 353                          | -              | -                 | Şanlıurfa            | Op                               |
| - Irrig. Mardin Ceylanpınar par gravité                                                     | 94 929                           | -              | -                 | Mardin/Şanlıurfa     | Co                               |
| - Irrig. Mardin Ceylanpınar pompage                                                         | 118 264                          | -              | -                 | Mardin/Şanlıurfa     | Pl                               |
| - Pompage eaux souterraines                                                                 | 104 589                          | -              | -                 | Mardin/Şanlıurfa     | Pl                               |
| Pompage Sirevek Hilvan                                                                      | 185 092                          | -              | -                 | Şanlıurfa            | Pl                               |
| Pompage Bozova                                                                              | 47 386                           | -              | -                 | Şanlıurfa            | Pl                               |
| 3. Projet des rives de l'Euphrate                                                           | -                                | 861            | 3 170             |                      |                                  |
| Barrage de Birecik                                                                          | -                                | 672            | 2 518             | Gaziantep/Şanlıurfa  | 2000                             |
| Barrage de Karkamış                                                                         | -                                | 189            | 652               | Gaziantep/Şanlıurfa  | 1999                             |
| 4. Projet Suruç-Yaylac                                                                      | 114 826                          | -              | -                 | Şanlıurfa            | Pl                               |
| Irrigation de Yaylac                                                                        | 20 012                           | -              | -                 | Şanlıurfa            | Pl                               |
| Irrigation de Suruç                                                                         | 94 814                           | -              | -                 | Şanlıurfa            | Pl                               |
| 5. Projet Adıyaman-Kahta                                                                    | 76 926                           | 143            | 509               |                      |                                  |
| Barrage de Çamgazi                                                                          | 6 532                            | -              | -                 | Adıyaman             | 1998                             |
| Barrage de Gömikan                                                                          | 6 868                            | -              | -                 | Adıyaman             | Pl                               |
| Barrage de Koçali                                                                           | 21 605                           | 40             | 120               | Adıyaman             | Pl                               |
| Barrage de Sirimtas                                                                         | -                                | 28             | 87                | Adıyaman             | Pl                               |
| Usine hydroélectrique de Fataposa                                                           | -                                | -              | 47                | Adıyaman             | Pl                               |
| Barrage de Büyükçay                                                                         | 12 322                           | -              | 84                | Adıyaman             | Pl                               |
| Barrage de Kahta                                                                            | -                                | 75             | 171               | Adıyaman             | Pl                               |
| Pompage dans le barrage Atatürk                                                             | 29 599                           | -              | -                 | Adıyaman             | Co                               |
| 6. Projet Adıyaman-Göksu-Araban                                                             | 71 598                           | 7              | 43                |                      |                                  |
| Barrage de Çataltepe                                                                        | -                                | -              | -                 | Adıyaman/Gaziantep   | Pl                               |
| Irrigation de Gölbaşı, Abbassiye, Besni-Keysun, Araban, Kızılın, Yavuzeli, İncesu, Pazarcık | 71 598                           | -              | -                 | Adıyaman/Gaziantep   | Pl                               |
| Usine hydroélectique d'Erkenek                                                              | -                                | 7              | 43                | Adiyaman/Gaziantep   | Pl                               |
| 7. Projet de Gaziantep                                                                      | 140 137                          | -              | -                 |                      |                                  |
| Barrage de Hancagiz                                                                         | 10 736                           | -              | -                 | Gaziantep            | 1988                             |
| Barrage de Kayacık                                                                          | 13 680                           | -              | -                 | Gaziantep            | Co                               |
| Barrage de Kemlin                                                                           | 3 088                            | -              | -                 | Gaziantep            | Pl                               |
| Irrigation de Bayramlı                                                                      | 4 730                            | -              | -                 | Gaziantep            | Co                               |
| Pompage Belkis-Nizip                                                                        | 11 925                           | -              | -                 | Gaziantep            | Co                               |
| Pompage dans le barrage de Birecik                                                          | 95 976                           | -              | -                 | Gaziantep            | Pl                               |
| Sous-total GAP Euphrate                                                                     | 1 106 098                        | 5 261          | 20 100            |                      |                                  |
| Sous-total GAP réalisé sur l'Euphrate (Taux de réalisation)                                 | 169 621 (15,3 %)                 | 5 061 (96,2 %) | 19 424 (96,6 %)   |                      |                                  |
| Projets antérieurs au GAP                                                                   | 47 912                           | 1 330          | 6 000             |                      |                                  |
| Barrage de Cip                                                                              | 1 100                            | -              | -                 |                      | 1965                             |
| Barrage de Tercan                                                                           | 29 725                           | -              | -                 |                      | 1988                             |
| Barrage de Medik                                                                            | 15 842                           | -              | -                 |                      | 1975                             |
| Barrage de K.Kalecik                                                                        | 1 245                            | -              | -                 |                      | 1974                             |
| Barrage de Keban                                                                            | -                                | 1 330          | 6 000             |                      | 1975                             |
| Projets connexes au GAP                                                                     | 70 905                           | 14             | 42                |                      |                                  |
| Irrigation de Nusaybin                                                                      | 7 500                            | -              | -                 |                      | Op                               |
| Usine hydroélectrique de Çağçağ                                                             | -                                | 14             | 42                |                      | Op                               |
| Irrigation de Akçakale par pompage des eaux souterraines                                    | 15 000                           | -              | -                 |                      | Op                               |
| Irrigation de Ceylanpınar par pompage des eaux souterraines                                 | 27 000                           | -              | -                 |                      | Op                               |
| Barrage de Hacihidir                                                                        | 2 080                            | -              | -                 |                      | 1989                             |
| Barrage de Dumluca                                                                          | 2 400                            | -              | -                 |                      | 1991                             |
| Barrage de Seve                                                                             | 1 400                            | -              | -                 |                      | Pl                               |
| Barrage de Besni                                                                            | 2 820                            | -              | -                 |                      | Pl                               |
| Barrage d'Ardil                                                                             | 3 535                            | -              | -                 |                      | Pl                               |
| 2e étape du projet Nusaybin Çağçağ                                                          | 9 170                            | -              | -                 |                      | Pl                               |
| Total prévu sur l'Euphrate                                                                  | 1 224 915                        | 6 605          | 26 142            |                      |                                  |
| Total réalisé sur l'Euphrate (Taux de réalisation)                                          | 271 513 (22,2 %)                 | 6 405 (97 %)   | 25 466 (97,4 %)   |                      |                                  |

## Bassin du Tigre
| Projet                                                    | Surface irriguée prévue hectares | Capacité MW | Production GWh/an | Province         | état ou année de mise en service |
| --------------------------------------------------------- | -------------------------------- | ----------- | ----------------- | ---------------- | -------------------------------- |
| 8. Projet Tigre Kralkızı                                  | 127 913                          | 204         | 440               |                  |                                  |
| Barrage de Kralkızı                                       | -                                | 94          | 142               | Diyarbakır       | 1997                             |
| Barrage de Dicle                                          | -                                | 110         | 298               | Diyarbakır       | 1997                             |
| Irrigation rive droite par gravité                        | 52 033                           | -           | -                 | Diyarbakır       | Co                               |
| Pompage rive droite (P2 et P5)                            | 23 085                           | -           | -                 | Diyarbakır       | Co                               |
| Pompage rive droite (P6)                                  | 7 845                            | -           | -                 | Diyarbakır       | Pl                               |
| Pompage rive droite (P3 et P4)                            | 44 950                           | -           | -                 | Diyarbakır       | Pl                               |
| 9. Projet Batman                                          | 37 351                           | 198         | 483               |                  |                                  |
| Barrage de Batman                                         | -                                | 198         | 483               | Diyarbakır/Siirt | 1998                             |
| Irrigation rive droite                                    | 18 593                           | -           | -                 | Diyarbakır       | Co                               |
| Irrigation rive gauche                                    | 18 758                           | -           | -                 | Siirt            | Co                               |
| 10. Projet Batman-Silvan                                  | 257 000                          | 240         | 964               |                  |                                  |
| Barrage de Silvan                                         | -                                | 150         | 623               | Diyarbakır       | Pl                               |
| Barrage de Kayser                                         | -                                | 90          | 341               | Diyarbakır       | Pl                               |
| Irrigation rive gauche par gravité                        | 200 000                          | -           | -                 | Diyarbakır       | Pl                               |
| Pompage rive gauche                                       | 57 000                           | -           | -                 | Diyarbakır       | Pl                               |
| 11. Projet Garzan                                         | 60 000                           | 90          | 315               |                  |                                  |
| Barrage de Garzan                                         | -                                | 90          | 315               | Bitlis/Siirt     | Pl                               |
| Irrigation de Garzan-Kozluk                               | 60 000                           | -           | -                 | Bitlis/Siirt     | Pl                               |
| 12. Barrage d'Ilisu                                       | -                                | 1 200       | 3 833             | Mardin/Siirt     | Co                               |
| 13. Projet Cizre                                          | 121 000                          | 240         | 1 208             |                  |                                  |
| Barrage de Cizre                                          | -                                | 240         | 1 208             | Mardin           | Pl                               |
| Irrigation de Silopi                                      | 32 000                           | -           | -                 | Mardin           | Pl                               |
| Pompage de Nuzaybin-Cizre-İdil                            | 89 000                           | -           | -                 | Mardin           | Pl                               |
| Sous-total GAP Tigre                                      | 603 264                          | 2 172       | 7 243             |                  |                                  |
| Sous-total GAP réalisé sur le Tigre (Taux de réalisation) | 0 (0 %)                          | 402 (18 %)  | 923 (12 %)        |                  |                                  |
| Projets connexes au GAP                                   | 31 748                           | -           | -                 |                  |                                  |
| Barrage d'Ergani                                          | 1 861                            | -           | -                 |                  | Pl                               |
| Barrage de Devegeçidi (projet antérieur au GAP            | 7 500                            | -           | -                 |                  | 1972                             |
| Barrage de Dilaver et irrigation de Çinar-Dilaver         | 3 575                            | -           | -                 |                  | Pl                               |
| Barrage de Göksu                                          | 3 582                            | -           | -                 |                  | 1991                             |
| Irrigation de Silvan, étapes 1 et 2                       | 8 790                            | -           | -                 |                  | Op                               |
| Irrigation de Garzan-Kozluk                               | 3 700                            | -           | -                 |                  | Op                               |
| Irrigation de Nerdus (en contrebas de Cizre)              | 2 740                            | -           | -                 |                  | Op                               |
| Total prévu sur le Tigre                                  | 635 012                          | 2 172       | 7 243             |                  |                                  |
| Total réalisé sur le Tigre (Taux de réalisation)          | 26 312 (4 %)                     | 402 (18 %)  | 923 (12 %)        |                  |                                  |

## Récapitulatif des prévisions et réalisations
Le tableau ci-dessous est calculé à partir des données citées précédemment. En particulier, le taux de réalisation n'est issu que de ce calcul. Dans son ouvrage (p118, voir bibliographie), Marwa Daoudy indique que le taux de réalisation du GAP est de 12,8 % pour les projets d'irrigation et de 75,4 % pour la production d'énergie soit un peu plus que calculé ici.
|                                                              | Surface irriguée prévue hectares | Capacité MW | Production GWh/an |
| Total prévu dans le cadre du GAP                             | 1 709 362                        | 7 433       | 27 343            |
| ------------------------------------------------------------ | -------------------------------- | ----------- | ----------------- |
| Total réalisé dans le cadre du GAP                           | 169 621                          | 5 463       | 20 347            |
| Taux de réalisation                                          | 9,9 %                            | 73,5 %      | 74,4 %            |
| Total des prévisions d'exploitation du bassin Tigre-Euphrate | 1 859 927                        | 8 777       | 33 385            |
| Total réalisé dans le bassin Tigre-Euphrate                  | 297 825                          | 6 807       | 26 389            |
| Taux de réalisation                                          | 16 %                             | 77,6 %      | 79 %              |

## Capacité de rétention
Avec l'ensemble des barrages construits, la Turquie dispose d'une capacité de stockage de près de 62 km3 sur l'Euphrate et ses affluents soit près de deux fois son débit annuel mais seulement de 3,9 sur le Tigre. Cette dernière capacité sera portée à 14 à la fin du GAP soit un tiers de son débit annuel.

## Vue générale des ouvrages du haut bassin Tigre-Euphrate

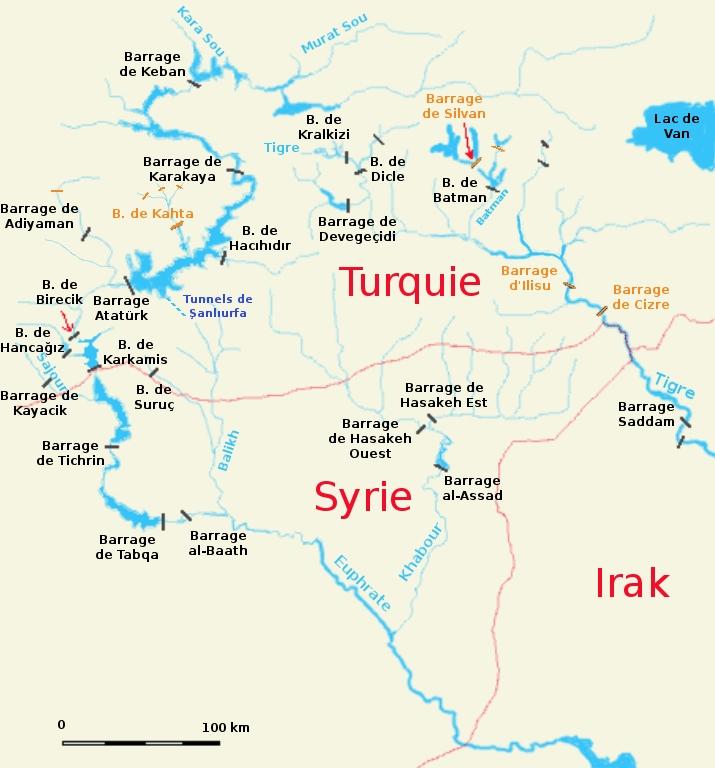
Vue générale des principaux ouvrages du haut bassin Tigre-Euphrate

## Sources
Ces données sont issues du croisement des sources suivantes :
- Commission turque des grands barrages
- Marwa Daoudy, « Le partage des eaux entre la Syrie, l'Irak et la Turquie - Négociation, sécurité et asymétrie des pouvoirs » - CNRS éditions - 2005
- Ilisu Dam and HEPP Environmental Impact Assessment Report - Section 2 - Project background and project description